# YG Entertainment
La YG Entertainment Inc. (YG 엔터테인먼트?) è una società di intrattenimento sudcoreana, fondata nel 1996 da Yang Hyun-suk. La società opera come etichetta discografica, agenzia di talenti, organizzazione di eventi e produzioni di concerti. Inoltre, la società gestisce una serie di sussidiarie, con una società commerciale separata, la YG Plus, che comprende una linea di abbigliamento, un'agenzia di golf e un marchio di cosmetici.
Attualmente è una delle più grandi società di intrattenimento della Corea del Sud.

## Storia

### 1996-2005: radici hip-hop, primi successi e K-pop di prima generazione

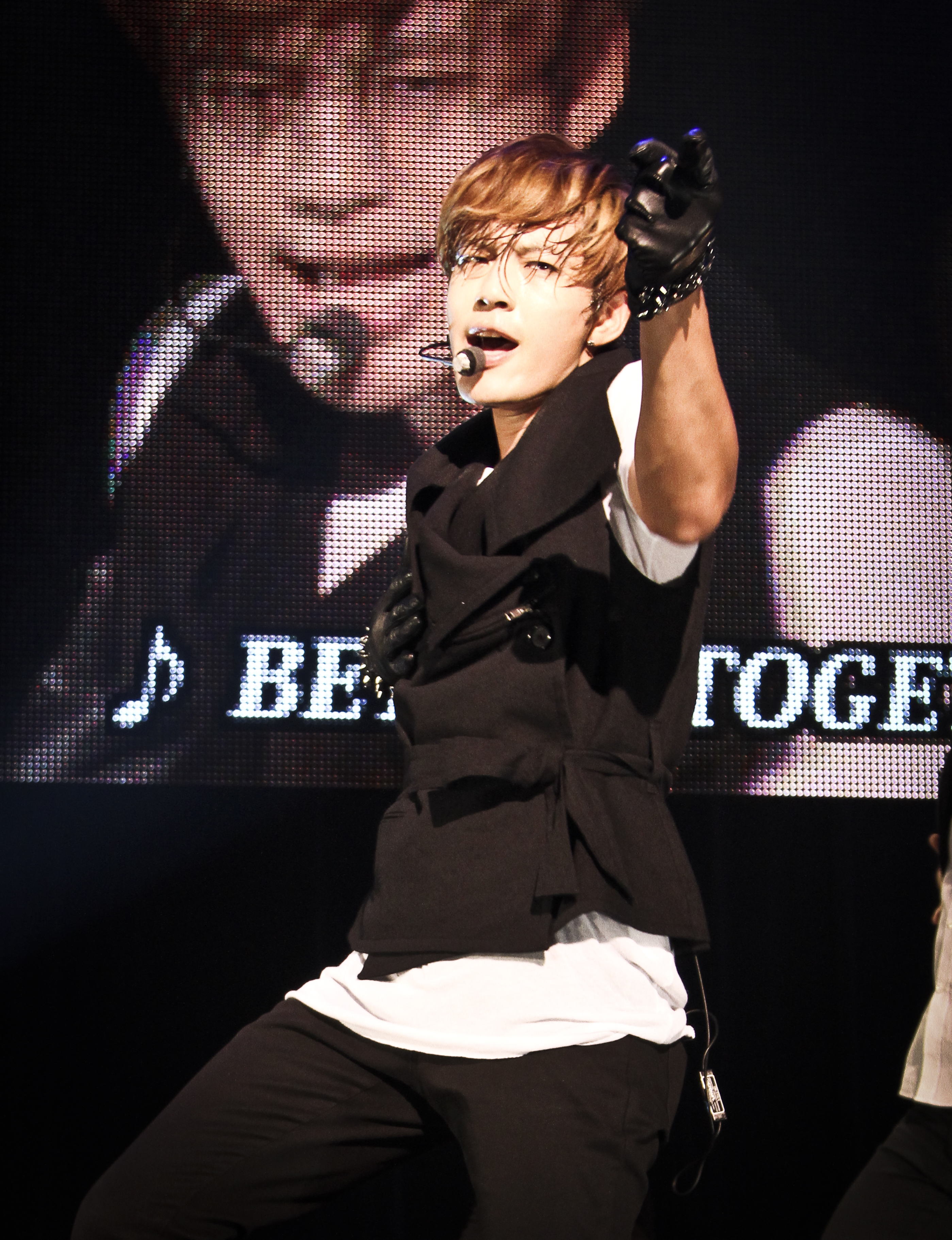
Seven ha debuttato sotto la YG Entertainment nel 2003

Nel marzo 1996, Yang Hyun-suk ex membro del gruppo Seo Taiji and Boys, fondò la YG Entertainment insieme al fratello minore Yang Min-suk. I primi artisti della YG furono un trio dal nome Keep Sik. Quando non riuscirono ad avere popolarità, Yang rivolse la sua attenzione ai Jinusean. Nel 1998 debuttarono i 1TYM.
Nel 1999 gli artisti della YG Entertainment, pubblicarono un album in collaborazione intitolato YG Family. L'etichetta in seguito fece debuttare nuovi solisti e gruppi: Perry, Swi.T, Big Mama, Lexy, Gummy e Wheesung. Nel 2001 la YG Family pubblicò un secondo album, tra cui era presente G-Dragon, che in seguito divenne un apprendista dell'agenzia.
L'agenzia ottenne successo sia in Corea del Sud e in Giappone grazie al cantante Seven nel 2003, e divenne il primo artista della YG a debuttare negli USA, anche se non ha avuto successo.

### 2006-2011: svolta mainstream

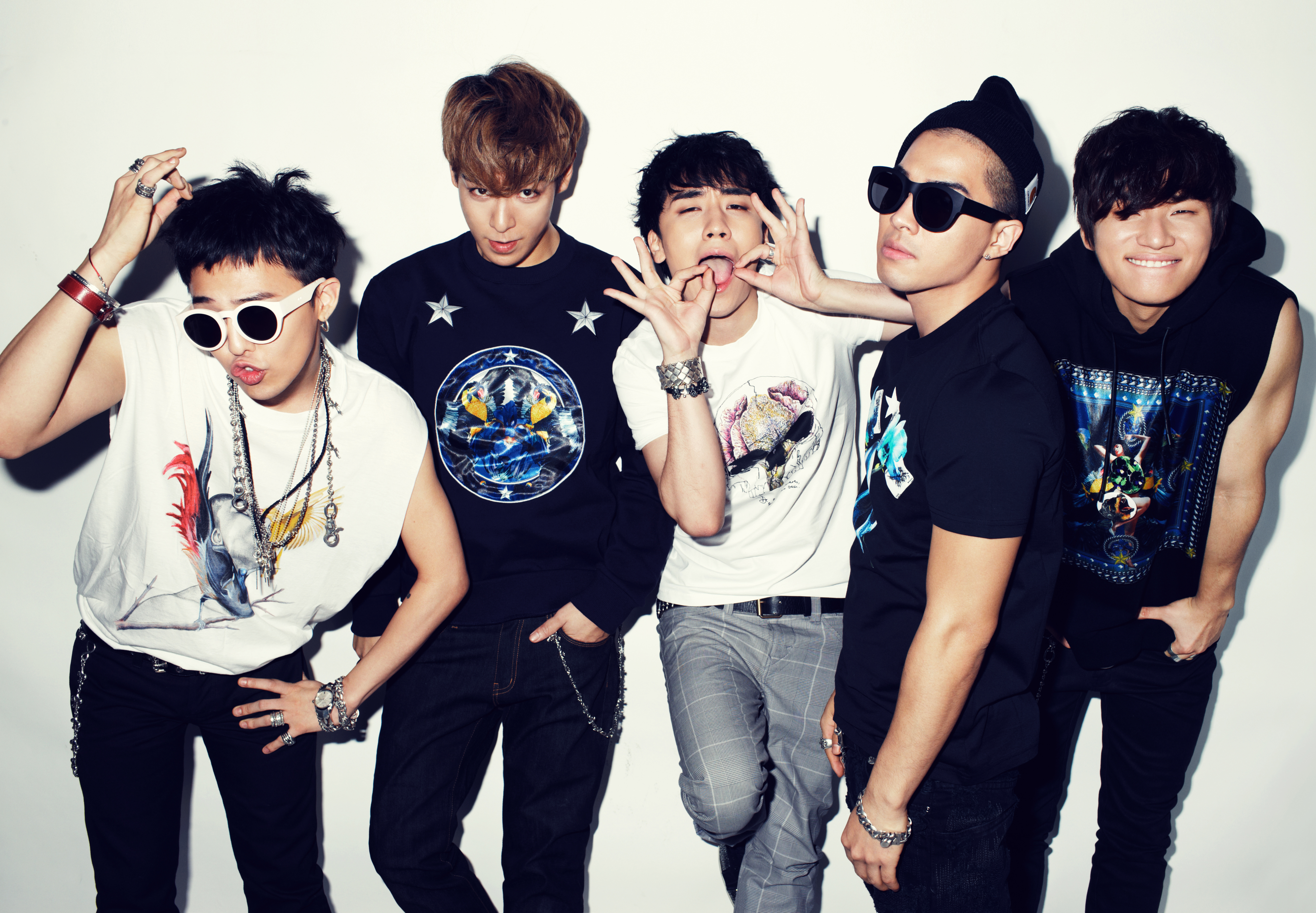
I Big Bang hanno debuttato nel 2006 e sono stati responsabili di oltre la metà degli album della compagnia venduti in Corea dal 2014 al 2017

Dopo il successo di Seven, la YG creò il primo gruppo, i Big Bang,che divennero una delle più grandi boy band del mondo. In seguito debuttarono le 2NE1 nel 2009, prima del loro scioglimento avvenuto nel 2016, erano considerate uno dei gruppi femminili di maggior successo e popolare in Corea del Sud. I due gruppi hanno condotto la carriera anche in Giappone.
Nel 2010, la YG Entertainment fece una mossa molto pubblicizzata in un nuovo edificio, mentre il vecchio quartier generale è diventato un centro di formazione. Nello stesso anno, la società presentò domanda senza successo per la quotazione in borsa; si sospettava che ciò fosse dovuto al fatto che la compagnia aveva troppi pochi gruppi musicali attivi e un flusso di cassa instabile, nonostante un aumento dei guadagni nel 2009. Più tardi quell'anno, l'etichetta assunse l'artista Psy.

### 2012-2016: riconoscimento internazionale
Il 2012 ha portato il riconoscimento internazionale alla YG quando Gangnam Style di PSY guadagnò popolarità in tutto il mondo. Il 21 agosto, è stato contrassegnato al primo posto nella classifica della iTunes Music Video Charts. Questa impresa è stata la prima per un artista sudcoreano. Il 24 novembre, "Gangnam Style" era diventato il video più visto nella storia di YouTube e il primo video a superare un miliardo di visualizzazioni. La canzone è stata accreditata come il motivo principale per cui i prezzi delle azioni della YG Entertainment aumentavano di oltre il 60%, con l'etichetta discografica che ha presentato la sua prima relazione annuale nel 2012 con profitti superiori al 50% dopo essere diventato pubblico sul KOSDAQ l'anno prima.
Nello stesso anno, il rapper e produttore Tablo, leader degli Epik High, firmò un contratto con la YG Entertainment. Il gruppo di Tablo, successivamente si trasferì alla YG dopo il suo successo.

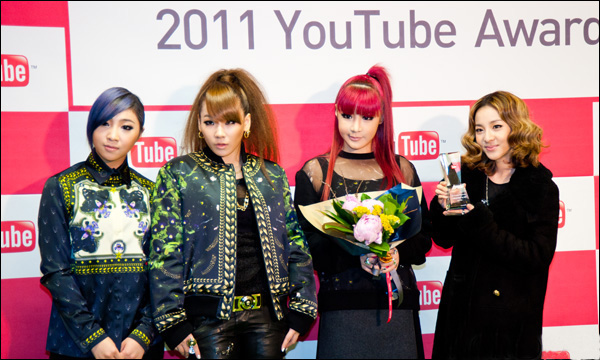
Il gruppo delle 2NE1

Il crescente coinvolgimento di Yang nella serie televisiva di competizione ha portato a numerosi accordi con i concorrenti, a partire dal vincitore della prima stagione di K-pop Star, Lee Hi. Altri partecipanti allo spettacolo sono stati considerati come potenziali membri dei futuri gruppi maschili dell'etichetta discografica. Nella seconda stagione dello show, entrambi i vincitori, il duo Akdong Musician e il secondo classificato Bang Ye-dam, hanno firmato un contratto con l'agenzia. Inoltre, il reality Win: Who is Next è stato successivamente lanciato dalla YG Entertainment, in cui due team di esordienti si sono sfidati l'uno contro l'altro per la possibilità di firmare un contratto con l'etichetta per debuttare come una boy band della compagnia. La conclusione del reality ha visto la formazione dei Winner.

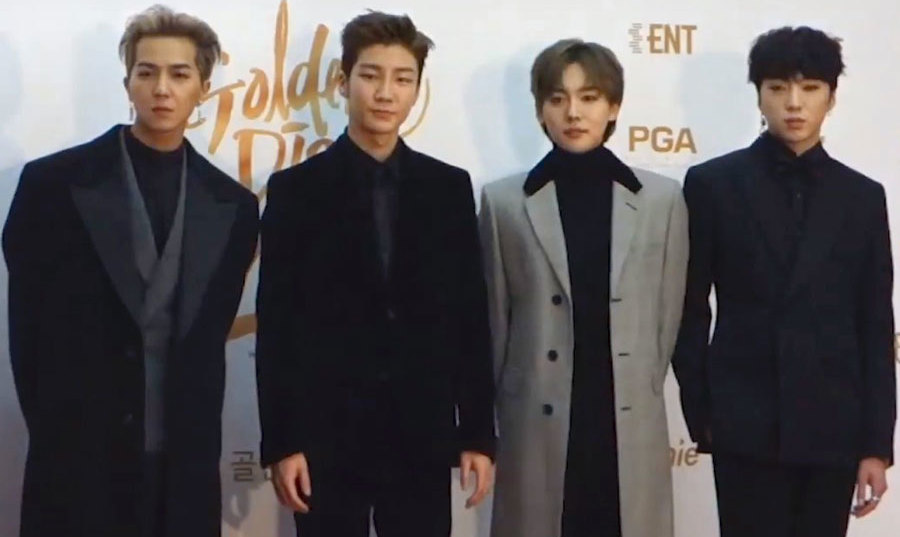
Il gruppo dei Winner

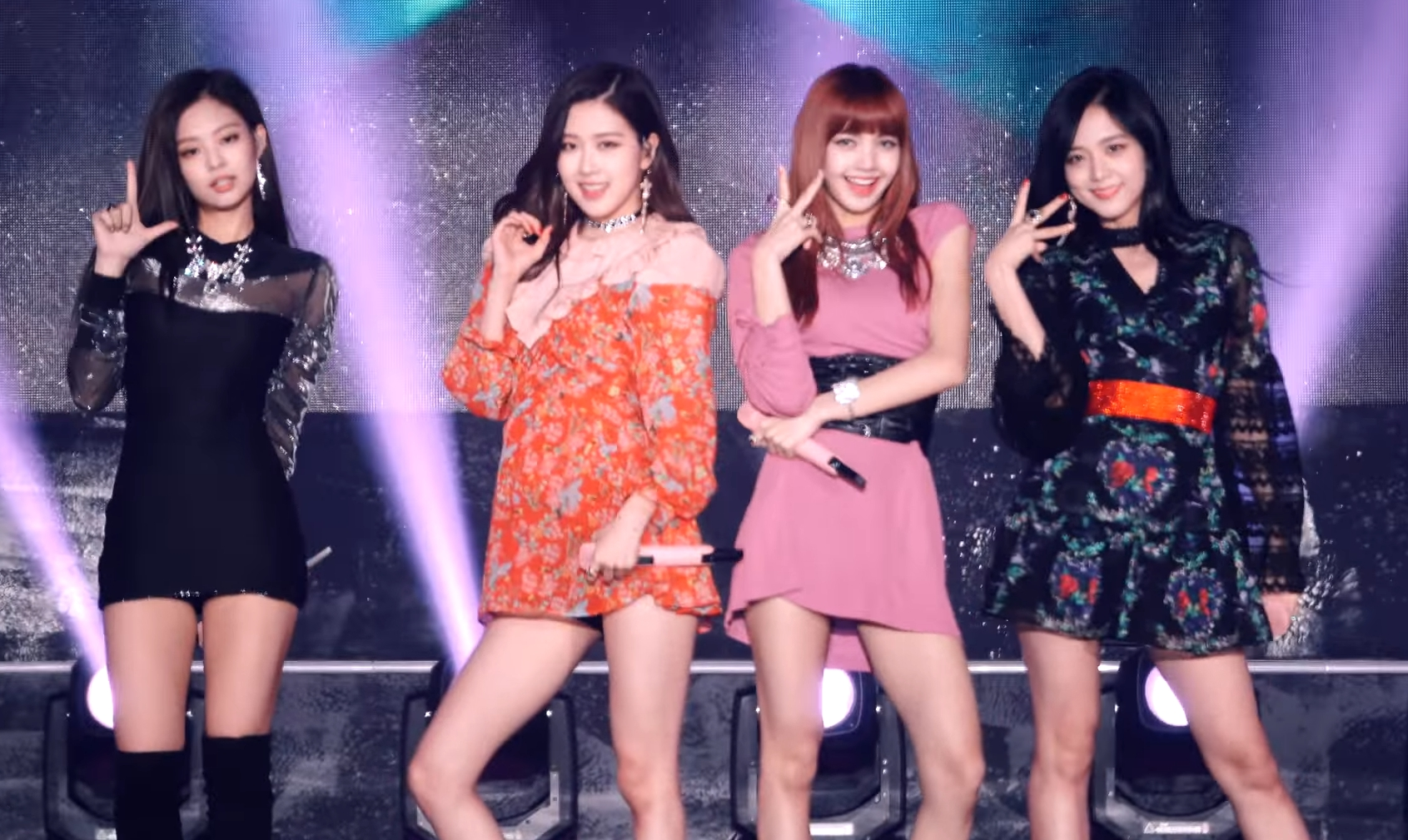
Il gruppo delle Blackpink

Nel 2014, la YG Entertainment acquistò lo staff e gli attori della T Entertainment tra cui Cha Seung-won, Im Ye-jin e Jang Hyun-sung. Inoltre, attraverso l'acquisizione dell'agenzia di modelli K-Plus, ampliò la sua divisione di recitazione attraverso il debutto recitativo dei modelli Lee Sung-kyung e Nam Joo-hyuk, inoltre l'attrice Choi Ji-woo firmò un contratto con la YG. Nel 2014 la YG Entertainment si espanse anche nel settore della bellezza con la creazione del suo marchio di cosmetici Moonshot.
Nel 2015, la YG Entertainment investì quasi 100 milioni di dollari in un nuovo complesso industriale di Gyeonggi-do. Anche il patrimonio immobiliare di Seul, del valore di 16 miliardi di dollari, è stato acquistato allo scopo di espandere la propria sede. In quell'anno, la compagnia vide anche la creazione di due sotto-etichette, la prima guidata da Tablo e la seconda guidata dai produttori della YG Teddy Park dei 1TYM e Kush degli Stony Skunk. Inoltre, i membri della squadra perdente della serie Win: Who is Next si sono raggruppati e hanno debuttato come Ikon, insieme a un nuovo membro.

### 2016: sviluppi e scandali
Sedici anni dopo lo scioglimento del gruppo, la boy band K-pop Sechs Kies ha firmato un contratto con la YG nel maggio 2016 per rilanciare la propria carriera. Nello stesso mese, le imprese tecnologiche cinesi Tencent e Weiying Technology hanno annunciato un investimento di 85 milioni di dollari alla YG. Weiying ha ottenuto una quota dell'8,2% nella società e Tencent una quota del 4,5%. La YG ha poi aggiunto Lee Jong-suk, Kang Dong-won e Kim Hee-jung  alla loro lista di attori.
Nel 2016 la YG Entertainment fece debuttare le Blackpink, seguite dal rapper solista One l'anno successivo. Più tardi quell'anno, la YG lanciò un talent show intitolato Mix Nine, una competizione tra tirocinanti di diverse agenzie. Sebbene la squadra vincente fosse programmata per debuttare come idol, la YG ha rivelato che il debutto per il gruppo vincente maschile era stato cancellato. Il fallimento dello show ha portato perdite di 7 miliardi di won nel primo trimestre e 4 miliardi di won negli ultimi tre mesi del 2017, e la JYP Entertainment superò la YG.
Il 15 maggio 2018, PSY abbandonò la compagnia dopo 8 anni.
Dopo lo scandalo del Burning Sun di Seungri, le accuse di corruzione a Yang Hyun-suk e lo scandalo della droga di B.I degli Ikon, Yang Hyun-suk il 14 giugno 2019 si è dimesso da tutte le posizioni della YG Entertainment e anche suo fratello Yang Min-suk si è dimesso dal ruolo di CEO. Il 20 giugno 2019 venne annunciato il nuovo CEO della YG Entertainment, Hwang Bo-kyung.

### 2020-presente: sviluppi recenti
Nel 2020, YG ha annunciato i piani per il debutto dei Treasure, che era stato ritardato dal 2019, il primo album completo delle Blackpink e il ritorno dei Big Bang, che alla fine è stato ritardato fino al 2022. Avrebbero dovuto apparire al festival Coachella del 2020, fino a quando non è stato cancellato a causa del COVID-19. Durante la prima metà del 2020, la crescita finanziaria di YG ha registrato una lenta ripresa dopo la crisi. Ciò è stato aiutato dalla direzione della sua strategia aziendale che era principalmente orientata ai fan internazionali. Il sentimento del pubblico nazionale non aveva ancora mostrato un'influenza positiva, ma il 70% delle entrate di YG Entertainment proveniva da fan stranieri, la maggior parte dei quali proveniva dalle prime attività di iKon dopo la partenza di B.I e dalle attività di G-Dragon in Cina all'epoca.
Durante la seconda metà del 2020, YG ha mostrato un trend finanziario positivo grazie alla serie di album di debutto dei Treasure, all'album completo delle Blackpink, a Mino dei Winner, alle attività soliste di Yoon e alle attività soliste di Suhyun di AKMU. Sebbene non in linea con l'obiettivo previsto, si ritiene che questo valore sia dovuto al COVID-19, che ha causato la cancellazione di alcuni concerti. La costruzione del nuovo edificio della YG Entertainment è stata dichiarata completata nel settembre 2020, questo edificio è stato scelto come l'edificio dell'agenzia di intrattenimento più lussuoso e costoso della Corea del Sud.
Nel gennaio 2021, è stato riferito che Big Hit Entertainment e la sua divisione tecnologica beNX avevano investito un totale di 70 miliardi di won (63 milioni di dollari) nella controllata di YG Entertainment, YG Plus, ovvero il 17,9% delle azioni totali della società. Questo investimento è stato effettuato come forma di collaborazione strategica tra Big Hit Entertainment, beNX, YG Entertainment e YG Plus, che lavoreranno insieme in varie aree di business come piattaforma, distribuzione, contenuti e merchandise. YG Plus è il principale distributore dei prodotti Hybe Corporation e beNX (ora nota come Weverse Company) fornisce contenuti e una piattaforma per gli artisti YG.
Il 4 maggio 2021, il Korea Exchange ha annunciato che YG è stata retrocessa dallo status di società blue chip a normali imprese di medie dimensioni. Lo status di blue chip è stato acquisito nell'aprile 2013. La società ha registrato una perdita netta di 1,8 miliardi di won e un rendimento del capitale proprio del -0,5%. La sua attività principale, la produzione e la gestione della musica, ha registrato perdite operative negli ultimi due anni.
Nel 2022, la YG Entertainment ha annunciato che Treasure sarebbe tornato con il loro nuovo album, l'album sarebbe uscito durante il febbraio 2022. Dopo che Jinwoo e Seunghoon hanno terminato il loro servizio militare obbligatorio nel gennaio 2022, il gruppo Winner si è riunito con una formazione completa e ha annunciato che presto sarebbero tornati con un nuovo album e una formazione completa dopo che Seungyoon e Mino avrebbero pubblicato attivamente album solisti durante la pausa del gruppo, YG Entertainment ha annunciato che Seungyoon pubblicherà un singolo album nel marzo 2022. Treasure e Winner terranno concerti separatamente nell'aprile 2022.
Nel febbraio 2022, la YG Entertainment ha annunciato che i Big Bang avrebbero lanciato il loro primo ritorno dopo una pausa durata cinque anni. Inoltre, hanno anche annunciato che T.O.P ha rescisso il suo contratto con YG. Il 1 luglio 2022, Yang Min-suk, fratello del fondatore di YG Entertainment, Yang Hyun-suk, è tornato nell'agenzia dopo 3 anni come co-CEO, unendosi all'attuale CEO, Hwang Bo-kyung.
Il 26 dicembre 2022, è stato annunciato che sia Taeyang che Daesung avrebbero lasciato la YG Entertainment dopo 16 anni. Taeyang si è unito a The Black Label mentre Daesung sta cercando un nuovo inizio sotto una nuova agenzia, ed entrambi hanno rassicurato che rimarranno membri di BigBang. Il 30 dicembre 2022, YG ha annunciato che tutti i restanti membri di iKon avevano deciso di non rinnovare i propri contratti dopo 7 anni nel settore. Era stato anche anticipato il debutto del nuovo gruppo femminile di YG, le BABYMONSTER, prima che la loro data di debutto fosse annunciata per il 27 novembre 2023.
Il 22 luglio 2024, le 2NE1 firmarono nuovamente con la YG e dissero di celebrare il loro 15° anniversario durante il tour mondiale, a partire dall'ottobre 2024. Nell'ottobre 2024, infatti, le 2NE1 hanno ufficialmente dato il via al loro tanto atteso tour di reunion per il 15° anniversario, intitolato "Welcome Back", iniziando con un concerto a Seul presso l'Olympic Hall.

## Associazioni

### Distribuzione della musica
I record della YG Entertainment sono distribuiti dai seguenti:
- Genie Music (complessivamente), LOEN Entertainment (solo versioni specifiche) – Corea del Sud
- YGEX – Giappone
- BEC-TERO Music – Thailandia
- Trinity Optima Production – Indonesia
- Tencent - China (solo online)
- Warner Music Group – resto dell'Asia (Taiwan, Singapore, Hong Kong, etc.)
- Interscope Records - Europa e Nord America (solo per le Blackpink)

#### Genie Music
Nel marzo 2010, sette etichette discografiche in Corea (incluse le tre maggiori agenzie: YG Entertainment, SM Entertainment, JYP Entertainment, Star Empire Entertainment, Medialine, CAN Entertainment e Music Factory) hanno istituito congiuntamente KMP Holdings, una piattaforma di servizi che mira a fornire digitale distribuzione di musica e produzioni di programmi televisivi. È stato ipotizzato che ciò rappresentasse una sfida al duopolio sulla distribuzione musicale in Corea da parte di Mnet Media e LOEN Entertainment. Nel novembre 2012, KMP Holdings è stata acquisita dalla KT Music. Nel gennaio 2014, le sette agenzie dietro KMP Holdings hanno stretto una partnership collettiva e hanno acquistato il 13,48% delle azioni di KT Music, lasciando la società madre KT Corporation con il 49,99%.

#### YGEX Entertainment
La YGEX Entertainment è stata fondata il 12 aprile 2011, come partnership tra Avex e YG Entertainment per la promozione e la pubblicazione della musica degli artisti della YG in Giappone. In precedenza, le uscite giapponesi della YG Entertainment furono in collaborazione con Nexstar Records, un'etichetta della Nippon Columbia che gestiva le uscite giapponesi per Seven e Universal Music (che firmò un contratto esclusivo di tre anni nel 2008 per le uscite giapponesi dei Big Bang.

### Altre partnership

#### United Asia Management
Nell'aprile 2011, United Asia Management è stata costituita come un'agenzia di gestione dei talenti congiunta tra YG Entertainment, SM Entertainment, JYP Entertainment, KeyEast, AMENT e Star J. Entertainment.

#### Live Nation
YG Entertainment ha collaborato per la prima volta con la società californiana di promozione di concerti Live Nation per produrre il Alive Galaxy Tour dei Big Bang (2012). Live Nation ha successivamente diretto il New Evolution World Tour delle 2NE1 (2012) e il One of a Kind World Tour di G-Dragon (2013). Il direttore generale di Live Nation Asia, Mats Brandt, ha dichiarato in un'intervista che la società ha ritenuto che i Big Bang avesse il maggior potenziale per diventare un "artista globale".

#### Asiana Airlines
L' Asiana Airlines ha siglato un accordo con YG Entertainment nel gennaio 2013, fornendo trasporti per il proprio personale da e verso destinazioni nazionali e internazionali in cambio di pubblicità.

## Filantropia
La YG Entertainment si è impegnata a donare 100 won per ogni album venduto, l'1% di tutte le vendite di merchandising e 1.000 won per ogni biglietto per il concerto, in beneficenza. Nel 2009, hanno raccolto $ 141.000 e nel 2010 $ 160.000. L'azienda ha inoltre consegnato direttamente carbone per 4,4 miliardi di dollari a famiglie bisognose durante l'inverno. Ha annunciato che avrebbe donato circa 500.000$ per i soccorsi in caso di calamità in Giappone dopo il terremoto e lo tsunami del 2011 a Tōhoku.
Nel 2013, Yang Hyun-suk fece scalpore quando donò tutti il ricavato da azionista per aiutare i bambini che necessitavano di un intervento chirurgico. La sua donazione ammontò a circa 922.000 di dollari.
Nel 2015, la YG Entertainment donò 100 milioni di won sudcoreani (ovvero 82,475 euro) al Comitato coreano per l'UNICEF per le operazioni di soccorso in seguito del terremoto in Nepal.

## Sussidiarie

### Highgrnd
La Highgrnd (va letta come Highground) è una sotto-etichetta indipendente di Tablo degli Epik High. Annunciata a marzo 2015, l'etichetta è stata creata da Yang Hyun-suk sotto la gestione della YG Entertainment come parte di un obiettivo a lungo termine per raggiungere l'indie coreana e la scena alternativa. Il 21 giugno 2015, Tablo ha introdotto la band Hyukoh tramite Instagram come primo artista ufficiale dell'etichetta. La società aveva promosso artisti Millic, offoffoff, Punchnello, Code Kunst, The Black Skirts, Idiotape e Incredivle da allora.
Tuttavia, l'11 aprile 2018, è stato pubblicato un articolo che diceva che la Highgrnd aveva cessato di esistere a causa alle dimissioni di Tablo come amministratore delegato l'anno precedente. A partire dalla pubblicazione di questo articolo, gli artisti dell'etichetta hanno presto rivelato di aver firmato con altre etichette e di avere altre società per distribuire le loro nuove uscite quell'anno.

### The Black Label
Dopo il successo della formazione della Highgrnd, il 22 settembre 2015 la YG Entertainment ha annunciato la creazione di un'altra sotto-etichetta indipendente, guidata dal produttore della YG, Teddy Park e Kush degli Stony Skunk. L'etichetta ospita attualmente Zion.T, il secondo artista coreano più venduto del 2015 dopo i Big Bang. Il 3 maggio 2017, Okasian ha firmato un contratto in esclusiva con la The Black Label. Danny Chung (precedentemente noto come Decipher) ha anche firmato con la The Black Label, anche Jeon So-mi ha firmato con l'etichetta nel settembre 2018

### PSYG
Il 1 ° settembre 2016, i rappresentanti della YG Entertainment annunciarono che PSY avrebbe guidato una sotto-etichetta indipendente chiamata PSYG, una coppia di "Psy" e "YG". L'etichetta è stata registrata come filiale aziendale a giugno e ha segnato un altro capitolo della collaborazione tra PSY e l'amico di lunga data Yang Hyun-suk, come è stato rivelato che il CEO della YG aveva implicitamente promesso la creazione di una sotto-etichetta quando Psy aveva ha firmato per la compagnia nel 2010 tra difficoltà personali, essendo stato incoraggiato dalla moglie a lavorare con il fondatore della YG. Quando PSY lasciò la compagnia a metà del 2018, la PSYG chiuse.

### YGX
Yang Hyun-suk annunciò nel maggio 2018, fondarono la YGX. Il 4 giugno, sul suo account Instagram ufficiale, ha pubblicato una foto di un biglietto da visita che mostra Seungri come CEO della YGX. Nel 2018, l'etichetta ha lanciato un'accademia di danza e canto, chiamata X Acedemy, in cui gli studenti possono essere esplorati dalla YG Entertainment come apprendisti.

### YG Plus
La YG PLUS, precedentemente chiamata Phoenix Holdings Inc, è una società pubblicitaria  acquisita dalla YG Entertainment nell'ottobre 2014. Yang Min-suk è stato nominato CEO della società, con la YG Entertainment che detiene il 38,6% delle azioni della società. Alcuni dei suoi noti clienti includono Coca-Cola, SK Telecom e The Face Shop. Attualmente la YG Plus possiede il 100% di YG K-Plus e YG Golf Academy, con quote di minoranza in moonshot Nonagon.

### YG Kplus
La YG Kplus (o YG K +) è una partnership tra la YG Entertainment e la società di gestione dei modelli coreana K-Plus. La fusione è stata annunciata il 18 febbraio 2014 dal co-CEO Yang Min-suk. A partire dal 2014, l'agenzia di modelli K-plus ospitava oltre 170 modelli, tra cui Kang Seung-hyun, Park Hyeong-seop, Lee Sung-kyung, Nam Joo-hyuk, Jang Ki-yong, Park Sandara e Choi Sora. Dal momento della partnership, i modelli della K-Plus sono apparsi nei video musicali degli artisti della YG e nelle campagne pubblicitarie dei marchi di proprietà della YG. La YG Entertainment avrebbe anche fornito modelli YG K + con ruoli in serie televisive, in particolare Nam Joo-hyuk in Who Are You: Hakgyo 2015 e Lee Sung-kyung in Gwaenchanha, Sarang-iya, e hanno formalmente trasformato i modelli nella loro divisione di recitazione.

### Moonshot
La Moonshot, è un marchio di cosmetici lanciato dalla YG Entertainment il 2 ottobre 2014. Sviluppato con il gruppo cinese Huanya e in collaborazione con la società di cosmetici COSON. I suoi cosmetici sono fabbricati in Corea del Sud e venduti online e in negozio a Samcheong, dove secondo Paik Ho-jin, un dipendente del marchio, gli acquirenti cinesi rappresentano il 40-50% dei clienti. Come parte della partnership della YG con il conglomerato di lusso francese LVMH, Moonshot è stato lanciato in 11 negozi Sephora a Singapore e in 13 negozi Sephora in Malesia il 24 settembre 2015.

### Nona9on
Nona9on è un marchio di abbigliamento di lusso fondato all'inizio del 2012 dalla YG Entertainment e dalla società tessile affiliata di Samsung, Cheil Industries. Opera attraverso rivenditori secondari e negozi pop-up, come il primo pop-up presso i grandi magazzini Galleria di Apgujeong. Dopo il successo, la linea di abbigliamento si è rapidamente venduta nei suoi primi negozi pop-up internazionali in 10 negozi di Corso Como a Milano, così come in altre località di Shanghai e Hong Kong. Il marchio prevede di aprire un negozio pop-up presso JayCo a Taiwan. Spesso presenta Bobby e B.I degli iKon e Lisa delle Blackpink nei loro spot e promozioni.

### YG Sport
La YG Sports è stata costituita dalla YG Entertainment nel 2015 attraverso l'acquisizione di G-AD Communication, un'agenzia di golf che gestisce golfers professionisti sudcoreani di rilievo come Kim Hyo-joo, Lee Dong-min, Byun Jin-jae e Yoo Go-un. L'allenatore di golf leader Han Yeon-hee è il capo istruttore dell'accademia, che mira ad avventurarsi nell'acquisizione di campi da golf, nello scouting e nella cura del talento, nell'organizzazione di tornei di golf e nella vendita al dettaglio.

### YG Studioplex
La YG Studioplex è una società di produzione teatrale televisiva creata dalla YG Entertainment e dalla Barami Bunda Inc. nell'aprile 2017. Lo studio venne preceduto da tentativi della YG Entertainment di coinvolgersi nel settore della produzione di contenuti, seguendo le orme di SM C & C della SM Entertainment Group e CJ E & M (ora CJ ENM) di Studio Dragon. Nel 2016, la YG ha partecipato a una produzione con NBCUniversal investendo in Moon Lovers di SBS: Scarlet Heart Ryeo. Da allora, la YG ha anche reclutato attivamente direttori di programmi da varie emittenti terrestri, tra cui Producer Park Hong-kyun, che ha lavorato a Queen Seondeok (una serie TV) di MBC e The Greatest Love.